# Kafić "Uzdravlje"
Kafić "Uzdravlje" (eng. Cheers) američka je humoristična serija premijerno prikazivana na američkoj televizijskoj postaji NBC od 30. rujna 1982. do 20. svibnja 1993.

## Radnja serije
Radnja serije odvija se u bostonskom kvartovskom kafiću "Uzdravlje" gdje se okuplja grupa lokalnih stanovnika. Uvodnu pjesmu serije "Where Everybody Knows Your Name" ("Gdje svatko zna tvoje ime") napisali su Judy Hart Angelo i Gary Portnoy, a izvodi je Gary Portnoy.

## Glavna glumačka postava
U gotovo cijeloj seriji zadržala se gotovo ista glumačka postava koja je glumila uglavnom iste likove. Oko njih su se povremeno pojavljivali i nestajali sporedni likovi. Glumačku postavu čine:
- Ted Danson (kao Sam Malone), vlasnik i konobar, bivši igrač bejzbola;
- Shelley Long (kao Diane Chambers), konobarica, studentica;
- Nicholas Colasanto (kao trener Ernie Pantusso), bivši konobar, Samov nekadašnji trener;
- Rhea Perlman (kao Carla Tortelli), konobarica;
- George Wendt (kao Norm Peterson), redovni gost kafića, računovođa;
- John Ratzenberger (kao Cliff Clavin), redovni gost kafića, poštar;
- Kelsey Grammer (kao Frasier Crane), redovni gost kafića, psihijatar;
- Woody Harrelson (kao Woody Boyd), konobar, glumac;
- Bebe Neuwirth (kao Lilith Sternin), gošća kafića, psihijatrica;
- Kirstie Alley (kao Rebecca Howe), poslovotkinja i konobarica.

## Nagrade
Snimanje serije nakon premijere zbog loše gledanosti skoro je bilo prekinuto, ali se serija pretvorila u uspješnicu te je od 117 nominacija osvojila 26 Emmyja i 5 Zlatnih globusa.

## Vanjske poveznice
- Kafić "Uzdravlje" u internetskoj bazi filmova IMDb-a